# 能登下村藩
能登下村藩（のとしもむらはん）は、江戸時代中期の徳川綱吉の時代に短期間、能登国に置かれた藩。1689年、改易処分を受けた信濃高遠藩鳥居家の継嗣・鳥居忠英に1万石が新たに与えられて成立。鳥居忠英は1695年に近江水口藩に加増のうえ転出したため、6年で廃藩となった。

## 藩史
元禄2年（1689年）6月、信濃国高遠藩主・鳥居忠則は江戸城馬場先門の守衛を命じられていたが、家臣の高坂権兵衛が夜中に密かに旗本・平岡頼恒邸の長屋を覗いたという罪により逮捕され、主君の忠則も閉門を命じられた。ところが閉門中の同年7月23日に忠則は急死。逮捕された高坂も取調中に舌を噛み切って自殺した。このため真相は闇の中となり、忠則の後嗣であった鳥居忠英がそのまま家督を相続することを認めなかった（「遺跡の沙汰に及ばれず」）。領地についても没収が相当とされたものの、鳥居家は鳥居元忠以来の名族であるため、「先祖の勲功」を考慮した結果として、元禄2年（1689年）8月10日、忠英に能登国内の内、鹿島・珠洲・鳳至・羽咋四郡の内の1万石を与えた。能登下村藩の立藩とみなされる。
陣屋の所在地について、『藩と城下町の事典』（東京堂出版、2004年）は現在の田鶴浜町の「新村」であると記し、google mapには田鶴浜の東嶺寺の近傍に「下村藩陣屋跡」が示されている（2022年12月現在）。郷土史・城郭史家の高井勝己は田鶴浜に陣屋が所在するとする説を誤りとする。高井勝己は、その名が伝える通りに鳥居氏は鹿島郡下村（現在の七尾市下町）に陣屋を置いたとし、この陣屋は能登天領の「下村陣屋」と同一とする。
元禄8年（1695年）5月、忠英が近江水口藩に1万石加増の上で移封されたため、能登下村藩はわずか6年で廃藩となり、その所領は幕府領となった。

## 歴代藩主
鳥居家
譜代、1万石（1689年 - 1695年）。
1. 忠英

## 領地

### 「能登天領」と下村藩
江戸時代の加越能（加賀・越中・能登）三国は前田家領という印象を一般に持たれるが、能登国内に下村藩が成立したことについては、当地が慶長年間に加賀藩前田家から離れて土方氏の所領となり、貞享元年（1684年）に土方氏が改易されたため幕府領（「能登天領」と呼ばれる）になったという前史がある。
ただし、土方氏（土方雄久またはその子の土方雄重）が能登に所領を移した時期もはっきりしない。一つの説明によれば慶長10年（1605年）、前田利長は土方雄久（越中国布市藩主）に、領地の交換を持ちかけた。これによって土方雄久は能登四郡内に散在する61か村の領主となり、能登土方領1万石（実高は1万3000石）が成立、土方家は鹿島郡山崎村（現在の七尾市山崎町）に現地支配のための陣屋を置いた。ただし、居館を置いていたのは石崎村（七尾市石崎町）ともされており、元和8年（1622年）に陸奥国窪田藩に落ち着くまでの土方氏の本拠地ははっきりしない（布市藩・多古藩などの記述も参照）。土方雄隆の代で土方家が改易され、能登国にあった土方家領は幕府領となった。
江戸幕府は近江水口代官の伊狩十助に能登天領の代官を兼帯させた。伊狩は現地の管理を大庄屋に委ねるとともに鹿島郡下村（現在の七尾市下町）に幕府代官の出張陣屋を置き、代官手代を常駐させた。ただし、この体制には村方から不服が唱えられ、古郡文右衛門が正式な陣屋を置いて代官支配とした。高井は、伊狩が領地を受け取って間もなく下村に本格的な陣屋を構えたかは不明であるとし、土方氏の山崎陣屋を利用したか、大庄屋宅の一部を使用した可能性を唱える。高井は、鳥居氏が建設した陣屋を、その移封後に古郡代官が正式な代官所として利用したものではないかと推測する。
「能登天領」の地域内には、元禄年間に2つの小藩が短期間成立した。元禄2年（1689年）から元禄8年（1695年）にかけては49か村が鳥居忠英領（本項の「能登下村藩」）に、元禄11年（1698年）から元禄13年（1700年）にかけては46か村が水野勝長領（西谷藩）になっている。いずれも、改易処分を受けた徳川譜代の名門大名の家名を存続させるために立藩措置がとられたもので、数年後には他国へ領地替えが行われるとともに幕府領に戻されている。なお、高井は西谷藩の陣屋も実際には下村陣屋を用いたものと推測する。
幕府領の村と加賀藩領の村との間では争論が絶えず、享保7年（1722年）に幕府は能登天領61か村1万3573石を加賀藩の「御預地」とし、管理を加賀藩に委ねた。加賀藩は府中村（現在の七尾市役所付近）に役所を設け「御預地」の管理に当たることとなった。